# أليكساندر هنريكي غونسالفيس فريتاس
أليكساندر هنريكي غونسالفيس فريتاس (27 أغسطس 1991 في البرتغال - ) هو لاعب كرة قدم برتغالي في مركز جناح ‏. شارك مع منتخب البرتغال تحت 18 سنة لكرة القدم ومنتخب البرتغال تحت 19 سنة لكرة القدم ومنتخب البرتغال تحت 20 سنة لكرة القدم. أما مع النوادي، فقد لعب مع فيتوريا دي غيماريش ونادي برو فيرتشيلي ونادي بورتو وVitória S.C. B ‏ ونادي سانتا كلارا.

## وصلات خارجية
- أليكساندر هنريكي غونسالفيس فريتاس على موقع الاتحاد الدولي (مؤرشف)  (الإنجليزية)
- أليكساندر هنريكي غونسالفيس فريتاس على موقع الاتحاد الأوربي (الإنجليزية)
- أليكساندر هنريكي غونسالفيس فريتاس على موقع قاعدة بيانات كرة القدم.إي يو (الإنجليزية)
- أليكساندر هنريكي غونسالفيس فريتاس على موقع Soccerway.com (الإنجليزية)
- أليكساندر هنريكي غونسالفيس فريتاس على موقع AS.com (الإسبانية)